# Арнольд (Небраска)
Арнольд (англ. Arnold) — селище (англ. village) в США, в окрузі Кастер штату Небраска. Населення — 592 особи (2020).

## Географія
Арнольд розташований за координатами 41°25′24″ пн. ш. 100°11′37″ зх. д. / 41.42333° пн. ш. 100.19361° зх. д. (41.423244, -100.193561).  За даними Бюро перепису населення США в 2010 році селище мало площу 1,73 км², уся площа — суходіл.

## Демографія
Згідно з переписом 2010 року, у селищі мешкало 597 осіб у 295 домогосподарствах у складі 166 родин. Густота населення становила 344 особи/км².  Було 348 помешкань (201/км²).
Расовий склад населення:
| - 98,5 % — білих - 0,2 % — чорних або афроамериканців |

До двох чи більше рас належало 1,0 %. Частка іспаномовних становила 1,8 % від усіх жителів.
За віковим діапазоном населення розподілялося таким чином: 19,9 % — особи молодші 18 років, 53,8 % — особи у віці 18—64 років, 26,3 % — особи у віці 65 років та старші. Медіана віку мешканця становила 48,3 року. На 100 осіб жіночої статі у селищі припадало 96,4 чоловіків;  на 100 жінок у віці від 18 років та старших — 96,7 чоловіків також старших 18 років.
Середній дохід на одне домашнє господарство  становив 45 576 доларів США (медіана — 37 614), а середній дохід на одну сім'ю — 60 105 доларів (медіана — 46 563). За межею бідності перебувало 13,9 % осіб, у тому числі 30,2 % дітей у віці до 18 років та 10,1 % осіб у віці 65 років та старших.
Цивільне працевлаштоване населення становило 254 особи. Основні галузі зайнятості: освіта, охорона здоров'я та соціальна допомога — 15,7 %, транспорт — 14,6 %, мистецтво, розваги та відпочинок — 13,4 %, роздрібна торгівля — 12,6 %.